# Inquiry Based Science Education
La metodologia Inquiry Based Science Education (IBSE) o Inquiry Based Learning (IBL) è l’approccio pedagogico promosso dalla Commissione Europea (Rapporto Rocard 2007) basato sull’investigazione, che stimola la formulazione di domande e azioni per risolvere problemi e capire fenomeni.
Questo metodo prevede una sequenza di fasi innovativa rispetto ai consueti modi di fare lezione.
Gli studenti si confrontano con l’oggetto di studio (fenomeno biologico, variabili climatiche, livelli d'inquinamento, strumenti di misura …), si pongono domande, formulano ipotesi, le verificano attraverso esperimenti e ne discutono i risultati. In altre parole Gli studenti devono avere esperienza diretta dei fenomeni che stanno studiando.
Secondo il National Research Council degli Stati Uniti d'America quando gli studenti lavorano con un approccio basato sull’investigazione (NRC, 2000) dovrebbero:
- essere coinvolti attivamente da domande significative dal punto di vista scientifico;
- dare grande importanza alle evidenze attraverso cui sviluppare e valutare le spiegazioni che affrontano le domande scientifiche;
- sviluppare e formulare spiegazioni a partire dalle evidenze (dirette e indirette);
- valutare tali spiegazioni alla luce delle spiegazioni alternative (confronto tra pari e confronto con le conoscenze scientifiche);
- comunicare e giustificare le spiegazioni da loro proposte.

Esistono quattro possibili livelli di inquiry:
1. Inquiry confermativo: in questo livello gli studenti svolgono indagini su fatti e fenomeni noti, di cui sanno prevedere i risultati, rispondendo ad una domanda proposta dall’insegnante, corredata dal procedimento da seguire.  Gli studenti seguiranno le indicazioni dell’insegnante per realizzare l’esperimento ma registreranno i loro dati e analizzeranno i loro risultati costruendo un grafico.
2. Inquiry strutturato: in questo caso gli studenti svolgono indagini per rispondere ad una domanda proposta dall’insegnante, corredata dal procedimento da seguire.
3. Inquiry guidato: gli studenti svolgono indagini per rispondere ad una domanda proposta dall’insegnante, individuando il procedimento da seguire,
4. Inquiry aperto: gli studenti svolgono indagini scegliendo la domanda di ricerca e il procedimento da seguire. Questo livello richiede il più alto livello di ragionamento scientifico e la richiesta cognitiva più elevata. Solo se gli studenti hanno già ampia esperienza dei primi tre livelli di inquiry saranno in grado di condurre inquiry di tipo aperto.[2]